# Pandea
Pandea is een geslacht van neteldieren uit de  familie van de Pandeidae.

## Soorten
- Pandea clionis (Vanhöffen, 1910)
- Pandea conica (Quoy & Gaimard, 1827)
- Pandea cybeles Alvariño, 1988
- Pandea rubra Bigelow, 1913